# Асоціація виробників озброєння та військової техніки України
Асоціація виробників озброєння та військової техніки України — асоціація була заснована в 2017 році за підтримки Ради волонтерів при Міністерстві оборони України та приватних ініціатив. З того часу Асоціація виросла до найбільш впливового та найчисельнішого об’єднання бізнесу виробників озброєння в Україні. Асоціація виробників озброєння та військової техніки України є більше ніж просто асоціація, вона є універсальним інструментом для бізнесу – платформа співпраці лідерів промисловості, наукових кіл і уряду щодо напрацювання рішень і політик, направлених на реалізацію національних інтересів і потреб в секторі безпеки і оборони, з акцентом на розвиток Кластера оборонної промисловості України.
Вона працюємо для того, аби дати своїм компаніям-членам можливість спільними зусиллями вирішити важливі для інвестиційного клімату України питання та покращити його на користь індустрії, суспільства, економіки та оборони і безпеки країни в цілому.
Об’єднуючи більшість приватних українських компаній сектору оборонної промисловості, Асоціація виробників озброєння та військової техніки України є однією з наймасштабніших спільнот, які працюють на українському ринку оборонної промисловості. Компанії-члени в останні роки забезпечили Збройні сили України бронетехнікою, засобами протиповітряної оборони і радіоелектронної боротьби, безпілотною авіацією, іншими зразками сучасної зброї і військової техніки.
Асоціація виробників озброєння та військової техніки України надає послуги GR-дорад, допомогу в налагодженні партнерських відносин з урядом, як шлях до встановлення ділових зв’язків з кращими міжнародними та українськими компаніями. Серед її членів – компанії-лідери, які розділяють кращі світові цінності ведення бізнесу.
Асоціація виробників озброєння та військової техніки України допомагає бізнесу охопити всю країну завдяки зв’язкам між офісами, що розташовані в Дніпрі, Києві, Львові, Одесі та Харкові.

## Активності та сфери діяльності
- Захист інтересів вітчизняних та іноземних інвесторів на найвищому державному рівні;
- Забезпечення компаній-членів комплексною інформацією про те, що відбувається в Україні та її регуляторному полі;
- Розвиток внутрішньої кооперації – сприяння співробітництву та налагодження тісних контактів між учасниками ринку виробництва озброєнь;
- Допомога підприємствам у розвитку на українському ринку і за кордоном, включаючи маркетинг, PR, консалтинг і аутсорсинг непрофільних функцій;
- Підтримка в залученні інвестицій під проекти компаній-членів;
- Підтримка в здійсненні зовнішньоекономічної діяльності;
- Презентація продукції виробників на рівні перших осіб силових структур;
- Проведення переговорних процедур з приводу можливості продажу продукції компаній;
- Повний юридичний супровід на всіх етапах, згідно вимог нормативно-правової бази;
- Підбір партнерів й інтеграторів продукції компаній на ринку України й за кордоном;
- Події, навчання, освіта.

## Члени
- Трансімпекс
- ТОВ “Трімен Україна”
- ТОВ “Українська бронетехніка”
- ДП “Автомоторс”
- ТОВ “Аргус Сервіс”
- ТОВ “Завод РЕММАШ”
- Rohde&Schwarz
- Юрол Плюс
- ТАСКО
- Хамонд
- Sea Magic Fast Craft
- Юнаско Україна
- ТОВ “Дозор Авто”
- ПАТ “Тернопільський радіозавод “Оріон”
- Науково-виробниче підприємство «Енергія 2000»
- НВП Авіаційні Системи України
- Корпорація «Об’єднання підприємств Марс»
- УНСП Шмайсер
- ТОВ “Armorum Solutions”
- Eleks Dynamics
- Проксімус
- Трител
- ІнспецпромМ
- Еверест
- ЧЕЗАРА
- НВК ТЕХІМПЕКС
- ГІС “АРТА”
- КОРТ
- Компанія Укрспецсістемс
- Слов’янський ремонтний завод
- Карболайн
- ВІК “ДеВіРо”
- ДП “171 Чернігівський ремонтний завод”
- НВП “Аеротехніка-МЛТ”
- Сейфіті Хаб

## Керівництво
- Джалілов Руслан - Директор
- Уманець Дмитро Іларіонович - Голова Наглядової Ради (Генерал-лейтенант. Головний інспектор військ ППО Головної інспекції МО України. Кандидат військових наук.)